# آذرمیدخت صفوی
آذرمیدخت صفوی بنیان‌گذار و رئیس مرکز تحقیقات زبان فارسی هند، استاد دانشگاه علیگر و رئیس انجمن استادان زبان فارسی هند است.

## سال‌های اولیه زندگی
آذرمیدخت صفوی، در خانواده‌ای اهل فرهنگ و ادب در لکهنو هند به دنیا آمد. خانواده وی از صفوی‌های ایران بودند که در دوره نادرشاه به هند مهاجرت کردند.
آذرمیدخت صفوی، استاد بخش فارسی «دانشگاه علیگر»، عضو هیئت تحریریهٔ «مجلهٔ قند فارسی» و «مجلهٔ ایندو ایرانیکا» و «دانشنامهٔ شبه قاره»، در سال ۱۹۴۸ م، در قریه شهر «شمس‌آباد» از توابع شهر «فرخ‌آباد» هند متولّد شد؛ زبان فارسی را نزد پدر خود که از جمله پژوهشگران پرتلاش در زبان فارسی به‌شمار می‌رفت، آموخت.
پس از پایان تحصیلات مقدماتی و متوسطه، به «دانشگاه اسلامی علیگر» راه یافت و به تحصیل در رشتهٔ زبان فارسی پرداخت.
در سال ۱۹۶۶م دانشنامهٔ لیسانس، در سال ۱۹۶۸م مدرک فوق لیسانس و در سال ۱۹۷۴ م دکترای زبان و ادبیات فارسی خود را از دانشگاه مذکور دریافت کرد. عنوان رسالهٔ دوره دکتری او «سعدی، شاعر غزل‌سرا و بشر دوست» است و راهنمایی رسالهٔ دکتری او را «نذیر احمد» بر عهده داشت.
تز دکتری صفوی مقایسه و مطالعه تطبیقی بین غزل‌سرایی حافظ و سعدی است.
وی پس از پایان تحصیلات خود به استخدام دانشگاه اسلامی علیگر درآمد و هم‌اکنون مدّت ۳۰ سال است که در بخش زبان و ادبیات فارسی این دانشگاه، مشغول تدریس زبان و ادبیات فارسی است.
او به زبان‌های اردو، انگلیسی و هندی نیز تسلّط دارد و تاکنون در بیش از ۶۰ سمینار و کنفرانس بین‌المللی، به ویژه در ایران و هند شرکت داشته است.

## اجداد ایرانی وی
وی از خاندان نوّاب (نایب سلطنت یا پادشاهان ایالتی) «لکهنو» است. خاندانی که بعدها از «لکهنو» به «شمس‌آباد» از توابع «فرخ‌آباد» در استان اوتار پرادش مهاجرت کردند. خاندان «آذرمیدخت صفوی» اصالتاً از دودمان سلسلهٔ صفویّه ایران هستند. جدّ پدری این طایفه (شاه رحمت‌الله صفوی)، در دوران حکومت محمدشاه گورکانی، از ایران به هند مهاجرت کرد و در عظیم آباد («پتنا» ی کنونی) صاحب جاه و مقامی شد.
پدر بزرگ «صفوی»، «نوّاب الدّوله شمس‌آبادی» خود نویسنده‌ای پرکار بود که بیش از ۲۰ جلد کتاب به زبان فارسی از خود به جای گذاشته است و پدرش «محمّد صادق صفوی»، که در واقع اوّلین آموزگار و مشوّق وی در آموختن زبان فارسی و آشنایی با فرهنگ غنی ایران است، خود دانش‌آموخته رشتهٔ زبان و ادبیّات فارسی از «دانشگاه اسلامی علیگر» هند بود.

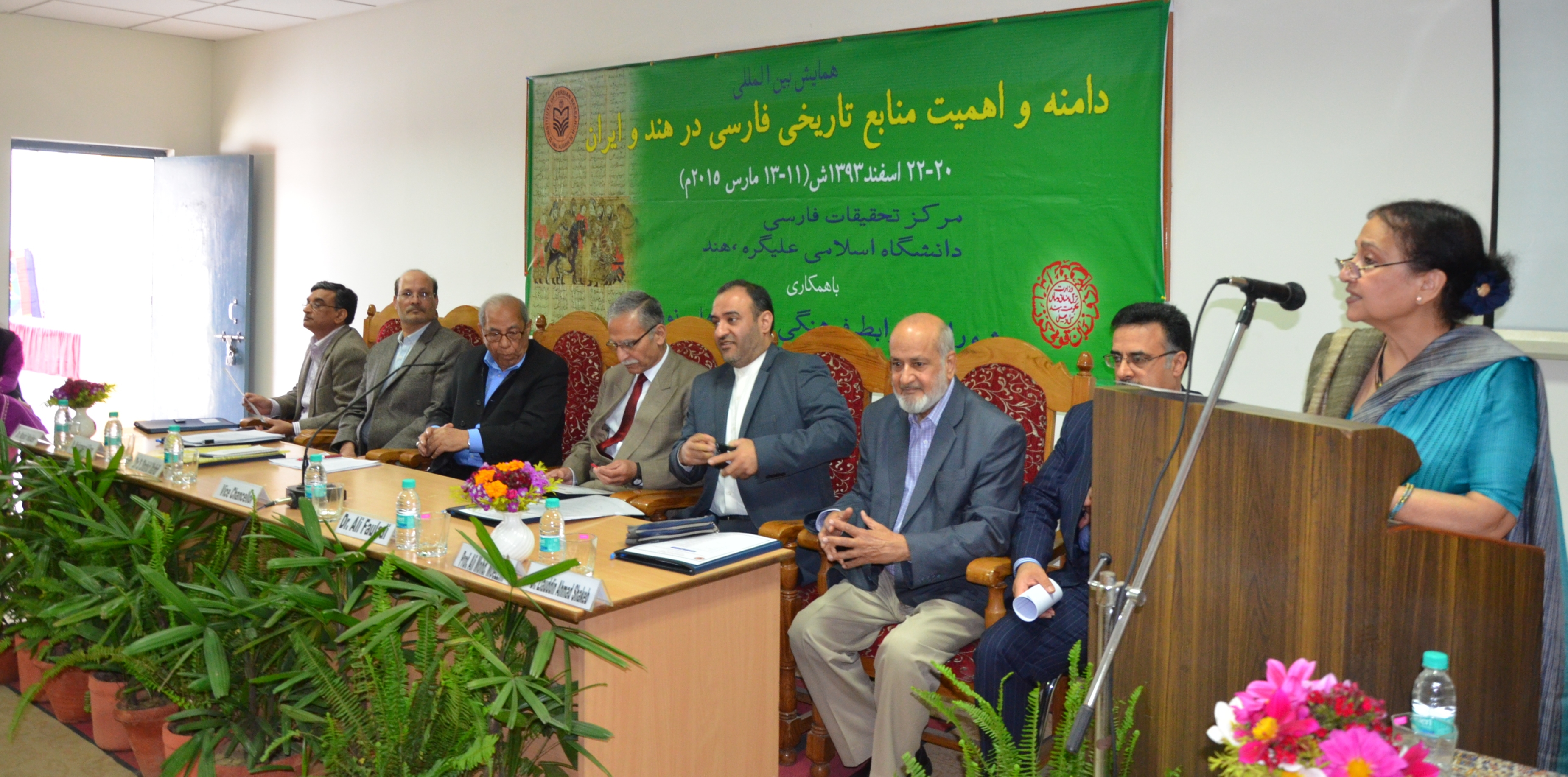
خانم صفوی در سمینار بین‌المللی سالانه زبان فارسی دانشگاه اسلامی علیگر

## جوایز
آذرمیدخت صفوی، به پاس خدمات شایسته در ترویج زبان و ادبیات فارسی در سال ۲۰۰۶ م از رئیس‌جمهور هند «تقدیر نامه» دریافت کرد. وی در سال ۲۰۰۷ میلادی برنده «جایزهٔ طلایی» شد.

## نکوداشت
در مراسم نکوداشت صفوی در انجمن آثار و مفاخر فرهنگی در ۲۸ اردیبهشت ۱۳۹۴ جایزه ویژه به او اعطا شد. در آغاز این مراسم مهدی محقق رئیس انجمن آثار و مفاخر فرهنگی، او را یکی از خادمان ادب فارسی در هندوستان خطاب کرد و گفت: ما مشترکات فراوانی با هند از گذشته‌های دور داشته‌ایم که مشابهات اوستا و وداها و به ویژه ریگ‌ودا از این جمله است.
وی افزود: در زمان‌های مختلف این ارتباط وجود داشته است و ابوریحان بیرونی، صاحب تحقیق «ماللهند» هم فلسفه هندی را با فلسفه اسلامی و هم تصوف هندی را با تصوف اسلامی و نیز دستور زبان هر دو را با هم مقایسه می‌کند. از این باب فتح‌الله مجتبایی که کتاب نحو هندی و عربی را نوشته است، ثابت کرده که نحو عربی متأثر از نحو سانسکریت است و ابوریحان کتاب‌های زیادی را از زبان سانسکریت به عربی ترجمه کرده است. در دوره زبان فارسی که زبان رسمی درباری آنجا بود، این تبادلات فرهنگی بسیار انجام شد و اکنون به همت بزرگانی چون دکتر صفوی، دکتر عابدی و نذیر احمد، اظهر دهلوی، چراغ زبان فارسی در هند همچنان روشن نگاه داشته شده است.
حداد عادل گفت: استادان زبان فارسی در هند، خانم صفوی را چشم و چراغ زبان فارسی در هندوستان می‌نامند. ایشان تجمعی از رابطه سعی و سعادت هستند و در زمینه‌های متعدد، تدریس و تربیت و تألیف و ترجمه، برگزاری همایش و تأسیس مرکز تحقیقات فارسی همچنان فعال است و انجمن زبان فارسی هرساله برگزار می‌شود که نقش حائز اهمیتی برای تحقیقات جدید و همکاری و همیاری استادان ایران و هندوستان دارد. بانوی اول زبان فارسی، در این کشور ایشان هستند.
وی با تشکر از دکتر محقق و دکتر نصیری برای برگزاری این مراسم گفت: می‌دانیم که خانم صفوی همچنان که از نامشان بر می‌آید، تبار ایرانی دارند و اجداد ایشان در حدود ۳ قرن پیش به هند مهاجرت کرده و همگی در عرصه‌های اجتماعی، فرهنگی و ادبی فعال بودند.
پدر ایشان ادیب و شاعر بودند و حدود دو سال پیش که من آخرین سفر خود را به هند داشتم و در منزل دکتر رضوی همسر ایشان، مهمان بودم، اشعار فارسی پدر ایشان را مطالعه کردم.
دانشگاه علیگر سزاوارترین دانشگاه برای پاسداری از زبان فارسی است من برای نخستین باری که به آن دانشگاه رفتم یعنی در سال ۱۳۵۲، با استاد نذیر احمد دیدار کردم و ایشان لطف کردند و نسخه‌ای از کتاب مکتوبات سنایی را امضاء و به من اهدا کردند. اصولاً شهر علیگر، شهری فرهنگی و اسلامی است و زبان فارسی در آنجا معتبر است.
در پایان این مراسم پیش از اهدای لوح به آذرمیدخت صفوی، وی از علاقه خود به زبان فارسی و تلاش‌های پژوهشی خود برای گسترش زبان فارسی سخن گفت و از کتاب‌های هندوان هند و تشریح الاقوام و اخبار الجمال رونمایی شد.

## شاگردان
- دکتر احمد جولایی[۶]

## آثار
آذرمیدخت صفوی بیش از سی کتاب و صد مقاله به زبان‌های فارسی، اردو و انگلیسی با موضوع ادبیات، نظم و نثر، فرهنگ و جامعه‌شناسی تألیف و جوایز ارزشمندی از نهادهای مختلف دریافت کرده است.
1. ادبیات انقلاب اسلامی پس از ۱۹۷۹ (به زبان انگلیسی و همچنین فارسی منتشر شده است)
2. صفویان در شمس‌آباد- هند.
3. تشریح الاقوام
4. اخبار الجمال
5. تذکره بحر زخّار، (سه جلد)
6. معنویت مولانا در عصر حاضر
7. تصوف و عرفان در ادبیات فارسی، دو جلد
8. تذکره‌نویسی در ادبیات فارسی، دوجلد
9. ادبیات داستانی فارسی، دوجلد
10. عرفات ا لعاشقین، تصحیح و تدوین، دو جلد
11. نقش مثنوی در ادبیات فارسی، دوجلد
12. . کوچهٔ عشق (ترجمه داستان‌های کوتاه فارسی)
13. میراث مکتوب هندو ایران، دوجلد
14. نظم گزیده تصحیح و تدوین
15. چهل ناموس
16. سلک السلوک (تصحیح و تدوین)
17. نقش غزل در ادبیات فارسی (تدوین)، دوجلد
18. حدیث هند در ادبیات فارسی (تدوین)
19. انسان گرایی و اخوت جهانی در شعر و ادب فارسی (تدوین)، دوجلد
20. Revolution and Creativity (Survey of Post Islamic Literature, Art , Films)
21. اعجاز خسروی (ترجمه انگلیسی) ج ۱، یو. ایس. ای
22. مخ المعانی (تصحیح و تدوین)
23. تاریخ احمدی، ترجمه انگلیسی، لندن
24. سعدی مرد بشر دوست
25. نقش‌های رنگ رنگ
26. حدیث هند در ادبیات فارسی
27. نفوذ فرهنگ و زبان و ادب فارسی در هند
28. روابط هند وایران
29. نقش زبان و ادبیات فارسی در فرهنگ مشترک هند
30. ادب‌شناسی
31. تاریخ محمدی
32. مجموعهٔ مقالات دربارهٔ شعر فارسی اسدالله خان غالب.